# Hamza Boubakeur
Pour les articles homonymes, voir Boubakeur.
Hamza Boubakeur (arabe : حمزة بوبكر), de son nom réel Aboubakeur ben Hamza ben Kadour (أبو بكر بن حمزة بن قدور), est un homme politique français et religieux musulman né le 15 juin 1912 dans l'oasis de Brezina à El Bayadh (Geryville) en Algérie et mort le 4 février 1995 à Paris 13e,.

## Biographie
Hamza Boubakeur est issu d'une famille de notables algériens cultivés, cooptés par la France. La famille Boubakeur descend de la tribu guerrière des Ouled Sidi Cheikh qui tient son prestige de ses aïeux soufis et, selon la tradition familiale, descendrait d'Abou Bakr, le premier calife d'islam après le Prophète Mahomet.
Après un cursus scolaire brillant, cet élève des Pères blancs obtient sa licence puis son agrégation d'arabe (1949). Devenu professeur en 1936, il enseigne dans les deux collèges (garçons et filles) de Philippeville puis est professeur d'arabe au lycée Bugeaud (désormais lycée Émir Abd el-Kader) d'Alger et à la faculté d'Alger.
Hamza Boubakeur est adhérent de la SFIO et, bien qu'il n'en eut pas l'autorité, Guy Mollet alors président du Conseil le nomme recteur de la Grande Mosquée de Paris, succédant à Si Kaddour Benghabrit en 1957 afin de la soustraire aux convoitises des nationaliste algériens. Si le Conseil d'État conteste cette nomination en 1963, Hamza Boubakeur demeure cependant de fait dans ses fonctions jusqu'en 1982. Il cède alors la Mosquée de Paris à l'Algérie en échange de la récupération de la jouissance des biens nationalisés des Boubakeur en 1962 en Algérie mais cette rétrocession est illégale car la mosquée appartient à une association.
En 1967, il fait partie des membres fondateurs de l'association Fraternité d'Abraham, qui promeut le dialogue interreligieux. Maître soufi et fin théologien, Hamza Boubakeur est un traducteur et commentateur du Coran en 1972, sa traduction réputée étant encore diffusée en Afrique. Hamza Boubakeur était aussi Franc-maçon. Hamza Boubakeur est élu le 30 novembre 1958 député du département des Oasis sous la 1re législature de la Ve République de 1958 à 1962. Il est vice-président de la Commission des affaires étrangères de novembre 1958 à juillet 1962 et a brigué un poste de député en 1983 mais sans succès.
Il a été membre de l'Association pour défendre la mémoire du maréchal Pétain. Il est le père de Dalil Boubakeur.
Mort à l'hôpital de la Pitié-Salpêtrière le 4 février 1995, il est enterré dans le Mausolée de Sidi Ben Eddine en 1995.

## Œuvres
- Le Coran : traduction française et commentaire d’après la tradition, les différentes écoles de lecture, d’exégèse, de jurisprudence, et de théologie, les interprétations mystiques, les tendances schismatiques et les doctrines hermétiques de l'Islam, et à la lumière des théories scientifiques, philosophiques et politiques modernes, Fayard, 1972, 1979, 1985, Maisonneuve et Larose, 1995, Éditions Al-Bouraq (sous la direction du Dr Dalil Boubakeur, recteur de la Mosquée de Paris (1992-2020) et du muphti Abdelhamid Chirane, officiant à la Grande Mosquée de Lyon, revu par la commission théologique de la Grande Mosquée de Paris), 2021 (à titre posthume pour la dernière édition)
- Traité moderne de théologie islamique : contenu doctrinal, ramifications, écoles orthodoxes et hétérodoxes, soufisme, théologie comparée, concordances et divergences des écritures révélées (Thora, Évangile, Coran), avenir de l'Islâm dans le monde, Maisonneuve et Larose, 1985 pour la première édition, 2003 pour la seconde réédition.
- Un soufi algérien, Sidi Cheikh : sa vie, son œuvre, son rôle historique et ses descendants. (Oulad Sidi Cheikh), Maisonneuve et Larose, 1990.
- Trois poètes algériens de langue arabe populaire : Moḥammed Balkhayr, Abdallah Ben Karriou, Moḥammed Bayṭâr, Maisonneuve et Larose, 1990.
- Contribution à l'étude de la vie religieuse et de la littérature algérienne moderne [anthologie], Maisonneuve et Larose, 1990.
- Hamid le petit musulman, dans l'ouvrage collectif Il était plusieurs "foi": pour répondre aux questions des enfants sur les religions, sous la direction de Monique Gilbert, Ramsay, 1977.